# Ik kom eraan (Maan)
Ik kom eraan is een lied van de Nederlandse zangeres Maan. Het werd in 2019 als single uitgebracht.

## Achtergrond
Ik kom eraan is geschreven door John Ewbank. Het is een nummer uit het genre nederpop. Het is een lied dat gaat over doorzetten in de dingen die je doet. Het lied was onderdeel van een reclamecampagne van supermarkt Albert Heijn in verband met het Wereldkampioenschap voetbal vrouwen 2019. Maan vertelde dat zij zich erg kon vinden in de instelling van de Nederlandse voetbalinternationals en was vereerd toen zij door de supermarkt werd gevraagd om samen met Ewbank een nummer voor het Nederlands voetbalelftal te schrijven.

## Hitnoteringen
De zangeres had weinig succes met het lied in de Nederlandse hitlijsten. Er was geen notering in de Single Top 100 en ook de Top 40 werd niet bereikt. Bij laatstgenoemde was er wel de negentiende plaats in de Tipparade.